# Neoclytus amazonicus
Neoclytus amazonicus är en skalbaggsart som beskrevs av Fuchs 1975. Neoclytus amazonicus ingår i släktet Neoclytus och familjen långhorningar. Inga underarter finns listade i Catalogue of Life.